# Ismail Mohamed
Ismail Mohamed   (Barkly East, 27 de juliol de 1930 - Johannesburg, 6 de juliol de 2013), conegut familiarment com Josef, va ser un matemàtic, activista i polític sud-africà.

## Vida i Obra
Els seus pares es van separar quan encara no tenia cinc anys i va ser criat per la seva mare, Rose Fortuin, que era una empleada domèstica i activista anti-apartheid. El 1942 van anar a viure a Johannesburg on va ser escolaritzat, amb notables dificultats pel seu desconeixement de l'idioma anglès. El 1951 es va matricular a la universitat del Witwatersrand (WITS), en la qual es va graduar el 1957. Aquest mateix any va marxar cap a Anglaterra per continuar estudis a la universitat de Londres, en la qual va obtenir el doctorat el 1960 sota la direcció de Kurt Hirsch. Des del començament dels seus estudis universitaris va estar enrolat en diferents partits d'esquerres contraris a l'apartheid.
El 1961 va tornar a Sud-àfrica per ser professor de matemàtiques a WITS, però el 1964, va retornar a Anglaterra. Després de dos anys com professor del Birkbeck College va tornar a Àfrica però aquest cop per a ser professor a Zàmbia i a Lesotho. El 1975, tornant al seu país, va ser professor de la universitat del Cap Occidental, però el 1976, en ser detingut per les seves activitats polítiques, va ser acomiadat. Un cop alliberat, el 1977 va tonar a WITS, però novament va ser detingut el 1985 acusat d'alta traïció i empresonat.
El 1994, abolides les lleis de l'apartheid, va ser escollit diputat del parlament sud-africà a les llistes del Congrés Nacional Africà. Va ocupar el càrrec durant tres legislatures i es va retirar l'any 2009.
En matemàtiques, els seus treballs de recerca (només va publicar mitja dotzena d'articles) van ser en teoria de grups. La seva aportació més notable va ser un treball de 1968, conjuntament amb el matemàtic alemany Hermann Heineken, en el qual van definir un nou tipus de grups que avui porten el seu nom: els grups de Heineken-Mohamed.